# Psalidognathus reichei
Psalidognathus reichei es una especie de escarabajo longicornio del género Psalidognathus, tribu Prionini, subfamilia Prioninae. Fue descrita científicamente por Quentin & Villiers en 1983.

## Descripción
Mide 43-89 milímetros de longitud.

## Distribución
Se distribuye por Ecuador y Perú.